# São Bentinho
São Bentinho là một đô thị thuộc bang Paraíba, Brasil. Đô thị này có diện tích 1195,964 km², dân số năm 2007 là 3887 người, mật độ 19,8 người/km².